# FC Fassell
El FC Fassell antes llamado FC Kallon-Liberia es un equipo de fútbol de Liberia que juega en la Premier League de Liberia, la liga de fútbol más importante del país.

## Historia
Fue fundado en septiembre del año 2009 en la comunidad monroviana de Gardnerville y su principal logro fue el haber ganado la Copa de Liberia en la temporada 2013/14 al vencer en la final al NPA Anchors 1-0, así como obtener el título de la Segunda División de Liberia y ascender a la Premier League de Liberia por primera vez en su historia.
A nivel internacional han participado en un torneo continental, en la Copa Confederación de la CAF 2015, en la cual fueron eliminados en la ronda preliminar por el Horoya AC de Guinea.

## Palmarés
- Primera División de Liberia: 1

2024-25
- Segunda División de Liberia: 1

2013-14
- Copa de Liberia: 1

2013-14

## Participación en competiciones de la CAF
| Temporada | Torneo                       | Ronda      | Club      | Casa | Visita | Global |
| --------- | ---------------------------- | ---------- | --------- | ---- | ------ | ------ |
| 2015      | Copa Confederación de la CAF | Preliminar | Horoya AC | 3-3  | 0-1    | 3-4    |